# کوبلا
کوبلا (به اسپانیایی: Cubla) یک شهرستان در اسپانیا است که در استان تروئل واقع شده‌است.

## خصوصیات
کوبلا ۴۸ کیلومترمربع مساحت و ۵۸ نفر جمعیت دارد و ۱٬۰۸۸ متر بالاتر از سطح دریا واقع شده‌است.